# Danh sách đảo Nhật Bản
Nhật Bản là quốc đảo tạo thành từ 4 đảo chính là:
- Hokkaido[1]
- Honshu[2] (đảo lớn nhất Nhật Bản)
- Shikoku[2]
- Kyushu[3]

Ngoài ra là hơn 6.000 hòn đảo khác, hơn 430 hòn đảo vẫn có người ở.

## Danh sách
Dưới đây là danh sách các đảo nhỏ của Nhật Bản.

### Tỉnh Hokkkaido
- Kamome
- Ko (Oshima)
- Ōshima
- Okushiri
- Teuri
- Rebun
- Rishiri[5]
- Yagishiri

### Các đảo của Honshu tạibiển Nhật Bản
- Oki[6]
- Sado[7]
- Todo
- Mitsukejima

### Các đảo trongvịnh Tokyo(đảo nhân tạo)
- Yumenoshima
- Odaiba
- Sarushima (tự nhiên)
- Jonanjima
- Heiwajima
- Showajima
- Keihinjima
- Haneda (sân bay quốc tế Tokyo)
- Katsushima
- Hakkeijima
- Higashi Ogijima
- Wakasu
- Oogishima

### Các đảo trongvịnh Osaka(đảo nhân tạo)
- Maishima, ja:舞洲
- Yumeshima, ja:夢洲
- Sakishima, ja:咲洲
- Sân bay quốc tế Kansai
- Sân bay Kobe
- Đảo Cảng
- Rokko
- Minami Ashiyahama, ja:南芦屋浜
- WakayamaThành phố biển Wakayama
- Nishinomiyahama ja:西宮浜

### Các đảo trongvịnh Ise
- Sân bay quốc tế Chubu (nhân tạo)
- Kami-shima
- Kashiko
- Kozukumi
- Mikimoto
- Ōzukumi-jima

### Các đảo tạiThái Bình Dương
- Quần đảo Izu[8]
  - Aogashima[9]
  - Hachijōjima[10]
  - Izu Ōshima[11]
  - Kōzushima[8]
  - Miyake[8]
  - Mikurajima[8]
  - Niijima[8]
  - Shikinejima[8]
  - Toshima[8]
  - Torishima[12]
  - Udoneshima[8]
- Quần đảo Ogasawara[13]
  - Chichi[13]
  - Haha[13]
  - Iwo[13]
  - Minami Torishima (Marcus)
  - Okino Torishima (Parece Vela)
  - Enoshima

### Các đảo quanh Kyushu
Hầu hết các đảo này nằm trong biển Hoa Đông.
- Amakusa
- Aoshima
- Gotō[7]
- Hashima[14]
- Hirado[6]
- Iki
- Koshiki
- Tsushima[7]

### Quần đảo Ryukyu
- Quần đảo Satsunan
- Quần đảo Ōsumi
  - Nhóm đảo Đông Bắc bao gồm các đảo: Tanegashima[7], Yakushima, Kuchinoerabujima, Mageshima
  - Nhóm đảo Tây Bắc bao gồm các đảo: Takeshima, Iōjima, Shōwa Iōjima, Kuroshima
- Quần đảo Tokara
  - Kuchinoshima
  - Nakanoshima (Kagoshima)
  - Gajajima
  - Suwanosejima
  - Akusekijima
  - Tairajima
  - Kodakarajima
  - Takarajima
- Quần đảo Amami
  - Amami Ōshima
  - Kikaijima
  - Kakeromajima
  - Yoroshima
  - Ukeshima
  - Tokunoshima
  - Okinoerabujima
  - Yoronjima
- Quần đảo Okinawa
  - Okinawa[6]
  - Kumejima
  - Iheyajima
  - Izenajima
  - Agunijima
  - Iejima
  - Iwo Tori Shima (Iōtorishima) 
  - Quần đảo Kerama: Tokashikijima, Zamamijima, Akajima, Gerumajima
  - Daitō Islands, Kita daitō, Mimami daitō, Oki daitō
- Quần đảo Sakishima
  - Quần đảo Miyako: Miyako-jima, Ikema, Ogami, Irabu Island, Shimoji, Kurima, Minna, Tarama
  - Quần đảo Yaeyama: Iriomote, Ishigaki, Taketomi, Kohama, Kuroshima, Aragusuku, Hatoma, Yubujima, Hateruma, Yonaguni
  - Quần đảo Senkaku (tranh chấp với Trung Quốc): Uotsurijima, Kuba Jima, Taisho Jima, Kita Kojima, Minami Kojima

### Các đảo trongBiển nội địa Seto
- Quần đảo Kasaoka
  - Takashima (Okayama) 高島 (岡山県笠岡市)
  - Shiraishi
  - Kitagi, 北木島
  - Obishi, 大飛島
  - Kobi, 小飛島
  - Manabe, 真鍋島
  - Mushima (Okayama), 六島 (岡山県)
- Quần đảo Shiwaku
- Awaji[7]
- Etajima
- Inujima
- Itsukushima (thường được gọi là "Miyajima")
- Shōdoshima
- Suō-Ōshima, Yamaguchi

### Cácđảo hồ
- Daikon
- Đảo trong Hồ Toya
- Đảo trong Hồ Hamana

### Đảo nhân tạo khác
- Dejima[6]
- Sân bay Kitakyushu
- Đảo Xanh, Hakodate ja:緑の島
- Malimpia Okinosu ja:マリンピア沖洲
- Wakaejima ja:和賀江島
- Thành phố đảo, Fukuoka ja:アイランドシティ

## Các đảo tuyên bố chủ quyền nhưng không kiểm soát

### Lãnh địa phía Bắc
Tuyên bố chủ quyền với 4 đảo của Quần đảo Kuril, gọi là Quần đảo Chishima.
- Iturup
- Quần đảo Habomai
- Kunashir
- Shikotan

### Đảo khác
- Liancourt, gọi là đảo Takeshima (tranh chấp với Hàn Quốc)